# The Fire Burns Forever
The Fire Burns Forever – szósty singel szwedzkiego zespołu Hammerfall. Nie został wydany na żadnym fizycznym nośniku. Kupić go można jedynie przez oficjalny sklep internetowy Nuclear Blast i iTunes Store.

## Lista utworów
1. "The Fire Burns Forever" - 03:18